# William Appleby
William Ivins Appleby (ur. 13 sierpnia 1811, zm. 20 maja 1870 w Salt Lake City) – amerykański sędzia, misjonarz mormoński.

## Życiorys
Urodził się nieopodal New Egypt w stanie New Jersey, jako syn Jacoba Appleby i Mary Lukers. Początkowo pracował jako nauczyciel. W 1838 objął stanowisko sędziego pokoju hrabstwa Burlington w macierzystym stanie. Zetknął się z niedawno zorganizowanym Kościołem Jezusa Chrystusa Świętych w Dniach Ostatnich, a na skutek aktywności misyjnej Orsona Pratta został ostatecznie członkiem tej wspólnoty religijnej. Ochrzczony został przez Erastusa Snowa, we wrześniu 1840, a w 1844 wyświęcony na wyższego kapłana. Wcześnie zaangażowany w aktywność misyjną, odbył szereg związanych z nią podróży po wschodnich obszarach ówczesnych Stanów Zjednoczonych, poczynając od lat 40. XIX wieku. Przewodniczył gminie Kościoła w Recklesstown w hrabstwie Burlington. Dwukrotnie (1847, 1856–1858) kierował misją obejmującą wschód USA. Dołączył do fali mormońskiej migracji na zachód, do doliny Wielkiego Jeziora Słonego dotarł w październiku 1849. Kontynuował pracę w sądownictwie, był bibliotekarzem Uniwersytetu Deseret oraz sekretarzem Terytorium Utah. Zmarł w stołecznym Salt Lake City.
W październiku 1830 poślubił Sarah B. Price. Poza karierą sądowniczą oraz aktywnością misjonarską znany także z twórczości poetyckiej.